# Jerzy Kaszycki
Jerzy Kaszycki (ur. 10 lipca 1926 w Krakowie, zm. 11 stycznia 2020 tamże) – polski pianista, kompozytor, reżyser dźwięku i wizji; pedagog.

## Życiorys
W latach 1946–55 studiował w krakowskiej Państwowej Wyższej Szkole Muzycznej w klasie fortepianu Jana Hoffmana, a następnie Sergiusza Nadgryzowskiego (dyplom uzyskał w 1954) oraz w klasie kompozycji Stanisława Wiechowicza (dyplom w 1955).
W 1952 rozpoczął pracę w Rozgłośni Polskiego Radia w Krakowie jako realizator nagrań Orkiestry Polskiego Radia, a także solistów i grup muzycznych (rozrywkowych i kameralnych). W 1953 został tam redaktorem muzycznym. Wraz z innymi muzykami założył Sekstet Organowy, którego kierownikiem został Andrzej Kurylewicz.
W roku 1961 nawiązał współpracę z Ośrodkiem Telewizyjnym w Krakowie. Do 1982 kierował tam Redakcją Programów Muzycznych. Stworzył wiele cykli programowych propagujących głównie jazz i muzykę rozrywkową (m.in. Wieczór bez gwiazdy, Spotkania z jazzem, Impresje jazzowe, Serenady wieczorne, Piosenki krakowskich podwórek). W latach 1982–90 pracował jako redaktor dokumentalista w krakowskim oddziale telewizji.
Jerzy Kaszycki współpracował też z teatrem. W latach 1959–1960 był kierownikiem muzycznym w krakowskim Teatrze Groteska. Tworzył też muzykę do spektakli teatralnych (ok. 75), głównie w latach 60. i 70. Napisał też ok. 90 piosenek estradowych. Usłyszeć je można m.in. w wykonaniu: Anny German, Hanny Koniecznej, Jerzego Połomskiego, Sławy Przybylskiej, Joanny Rawik, Marty Stebnickiej, Andrzeja Zauchy.
W latach 1970–74 był pedagogiem krakowskiej Państwowej Wyższej Szkoły Muzycznej, gdzie wykładał instrumentację, a w latach 1972–94 udzielał się w Zarządzie Oddziału Krakowskiego Związku Kompozytorów Polskich.
Wraz ze Zbigniewem Waśniewskim i Janem Kurkiewiczem opracował zbiór To idzie młodość. Śpiewnik jednogłosowy.
Pochowany na cmentarzu Batowickim w Krakowie (kw. E-XV-zach.-9).

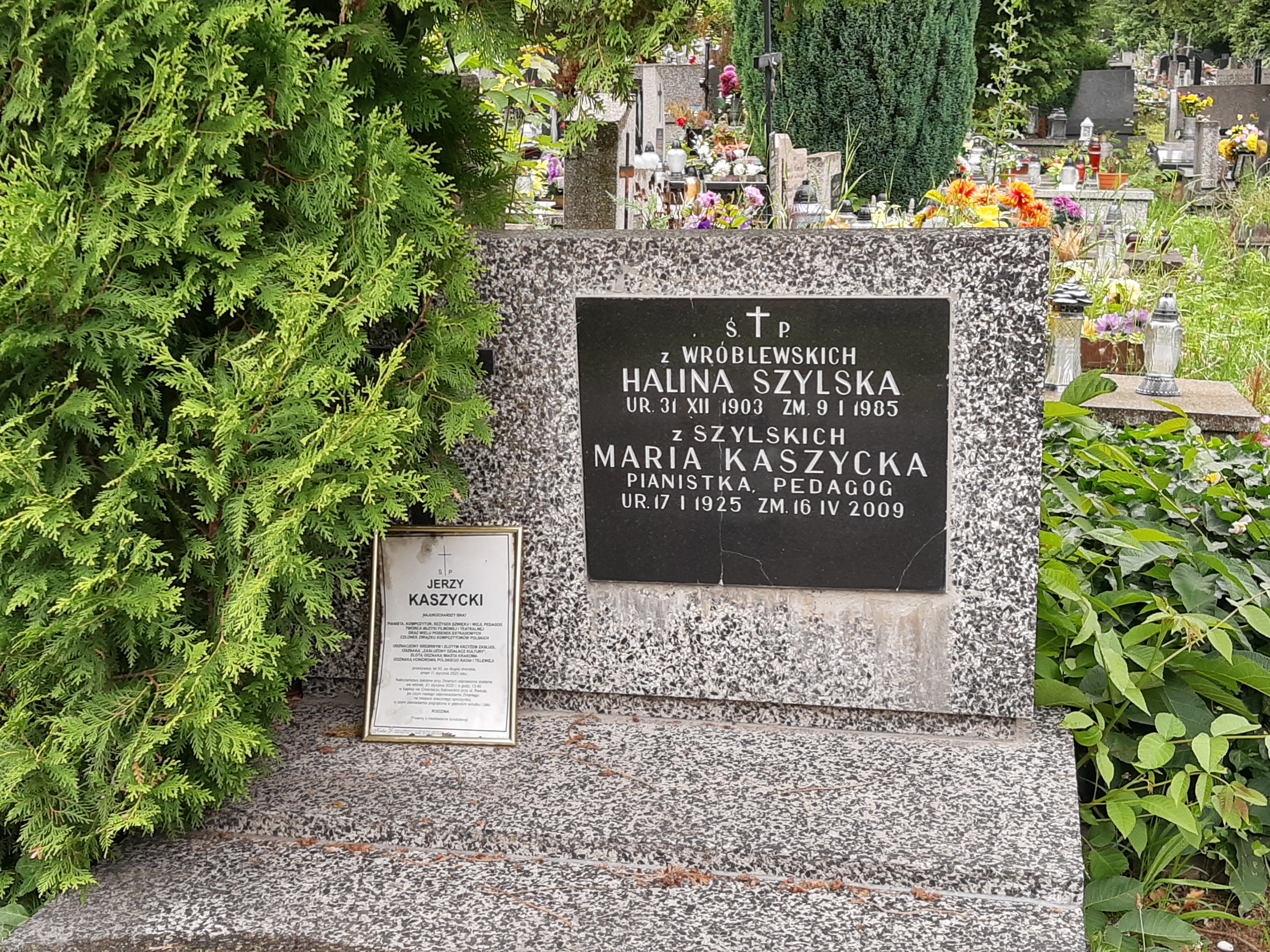
Grób Jerzego Kaszyckiego na Cmentarzu Prądnik Czerwony

## Nagrody i odznaczenia[4]
- 1963: I nagroda za piosenkę Jeśli chcesz, proszę, wstąp w wykonaniu Hanny Koniecznej (sł. Tadeusz Śliwiak)
- 1973: nagroda zespołowa Komitetu ds. PRiTV za cykl telewizyjnych programów folklorystycznych Zwyczaje i obrzędy (cykl 47 filmów dokumentalnych)
- Srebrny Krzyż Zasługi
- Złoty Krzyż Zasługi
- Medal 30-lecia Polski Ludowej
- Odznaka Zasłużony Działacz Kultury
- Złota Odznaka miasta Krakowa
- Odznaka Honorowa Polskiego Radia i Telewizji
- Srebrny Medal „Zasłużony Kulturze Gloria Artis” (2006)[5]

## Wybrane kompozycje

### Muzyka teatralna (wybór spektakli)
- 1956: Hamlet (reż. Roman Zawistowski)
- 1957: Antygona (reż. Jerzy Kaliszewski)
- 1958: Odyseja (reż. Mieczysław Kotlarczyk)
- 1958: Bogowie deszczu (reż. Jerzy Grotowski)
- 1959: Dzieje Tristana i Izoldy (reż. Danuta Michałowska)
- 1962: Dziady (reż. Krystyna Skuszanka, Jerzy Krasowski)
- 1962: W pustyni i w puszczy (reż. Jolanta Ziemińska)
- 1963: Harfa traw (reż. K. Skuszanka)
- 1963: Wesele (reż. Andrzej Wajda)
- 1964: Lalka (reż. zespołowa Teatru Groteska)
- 1964: Kucharki (reż. J. Jarocki)
- 1964: Robin Hood (reż. Kazimierz Barnaś)
- 1964: Don Alvares albo niesforna w miłości kompanija (reż. Zygmunt Hübner)
- 1965: Faust (reż. M. Kotlarczyk)
- 1965: Komu bije dzwon (reż. D. Michałowska)
- 1967: Antygona (reż. Jerzy Pleśniarowicz)
- 1967: Zygmuntowskie czasy (reż. Irena Babel)
- 1967: Intryga i miłość (reż. Romana Próchnicka)
- 1968: Konrad Wallenrod (reż. Marian Szczerski)
- 1968: Mąż i żona (reż. I. Babel)
- 1969: Nad Niemnem (reż. K. Barnaś)
- 1971: Igraszki z diabłem (reż. Jerzy Ukleja)
- 1979: Wesele Figara (reż. J. Ukleja)
- 1989: Pułapka na myszy (reż. Irena Wollen)

### Muzyka do spektakliTeatru Telewizji
- 1965: Zapiski majora Pycia (reż. J. Krasowski)
- 1973: Gilgamesz (reż. D. Michałowska)
- 1973: Krzysztof Kloumb (reż. K. Skuszanka)
- 1974: Wariatka z Chaillot (reż. K. Skuszanka)

### Piosenki
- Chcesz mnie tylko dla siebie (sł. T. Śliwiak)
- Jeśli chcesz, proszę, wstąp (sł. T. Śliwiak)
- Pożegnanie z Orfeuszem (sł. T. Śliwiak)
- Zielona niedziela (sł. T. Śliwiak)

### Inne utwory
- 1950–54: Pięć pieśni do słów Konstantego Ildefonsa Gałczyńskiego na sopran, flet i fortepian
- 1951: Trzy pieśni słów Konstantego Ildefonsa Gałczyńskiego na głos i fortepian
- 1952: Trzy preludia na fortepian
- 1953: Sonatina na fortepian
- 1953: Sonatina na flet i fortepian
- 1954: Uwertura na orkiestrę symfoniczną
- 1954: Tryptyk ludowy na chór mieszany i orkiestrę symfoniczną
- 1955: Andante na orkiestrę symfoniczną
- 1957: Dwie pieśni do słów Juliana Tuwima na sopran i fortepian
- 1964: Dialogi na flet i harfę
- 1965: Miniatury kameralne na 2 fortepiany, flet, wiolonczelę i perkusję
- 1965: Piosenka o nowym Jaśle[6]
- 1969: Kwartet smyczkowy nr 1
- 1970: Stereosonata à 4 + 1 na 2 fortepiany, flet, wiolonczelę i głos (lub dowolny instrument) odtwarzany z taśmy
- 1971: Trio fortepianowe
- 1974–89: Tryptyk koncertujący na fortepian, 5 kotłów i orkiestrę smyczkową
- 1980: Sześć inwencji na flet, obój i wibrafon
- 1989: Kwartet smyczkowy nr 2
- 1994: Posłanie, kantata na sopran, chór mieszany i zespół instrumentalny
- 1994: Pieśń Wiary na chór mieszany a cappella
- 1995: Kwartet smyczkowy nr 3
- 1995: Trzy psalmy (seria I) na alt (lub sopran) i organy do tekstów łacińskich
- 1996: Hymn o Miłości na alt i organy
- 1997: Trzy psalmy (seria II) na sopran (lub alt) i organy do tekstów łacińskich
- 1998: Jedenaście wariacji na temat „Sabałowej nuty” na fortepian
- 1999–2005: Trio fortepianowe nr 2 (wersja I) na fortepian, skrzypce i wiolonczelę
- 1999–2005: Trio fortepianowe nr 2 (wersja II) na fortepian, klarnet i wiolonczelę
- 2000: Andante cantabile na skrzypce solo
- 2001: Fuga „Beatus vir” na organy solo
- 2004: Sonata na skrzypce solo
- 2004: Preludium i burleska na fortepian
- 2007: Impresja na fortepian i skrzypce